# Orsubek Nasarow

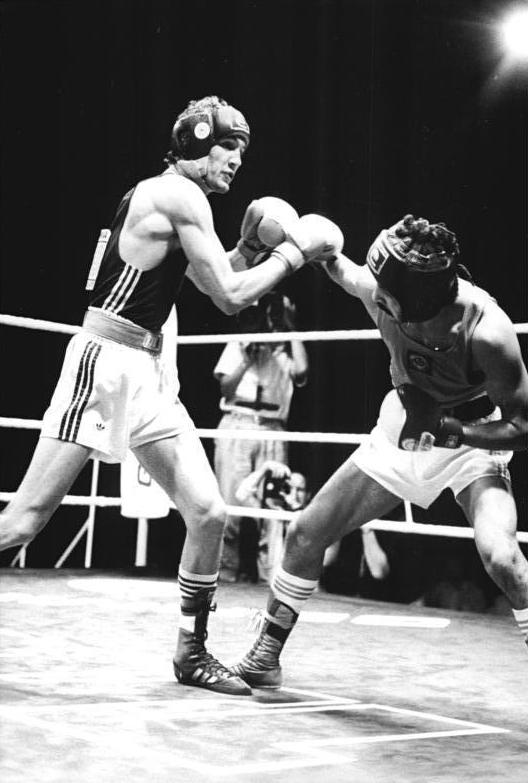
Nasarow (rechts) 1989 in Berlin

Orsubek Puletowitsch Nasarow (russisch Орзубек Пулетович Назаров Orsubek Puletowitsch Nasarow; * 30. August 1966 in Kant, Kirgisische SSR) ist ein kirgisischer Politiker der Ak Dschol und ehemaliger sowjetisch-kirgisischer Boxer. Er ist der Vorsitzende des Ausschusses für Sport, Jugend und Geschlechterfragen des kirgisischen Parlaments Dschogorku Kengesch.

## Boxkarriere

### Amateur
Nasarow wurde 1984 Sowjetischer Juniorenmeister im Federgewicht und gewann in dieser Gewichtsklasse auch die im selben Jahr ausgetragene Junioren-Europameisterschaft in Tampere.
Als Erwachsener boxte er im Leichtgewicht, wurde 1985 Sowjetischer Meister und 1986 Gewinner der sowjetischen Spartakiade. Bei der Weltmeisterschaft 1986 in Reno (Nevada) gewann er nach einer knappen 2:3-Niederlage im Halbfinale gegen Adolfo Horta eine Bronzemedaille, gewann jedoch im gleichen Jahr unter anderem mit Siegen gegen Nergüin Enchbat und Romallis Ellis die Goodwill Games in Moskau.
1987 wurde er erneut Sowjetischer Meister und gewann auch die Europameisterschaft in Turin, nachdem er sich unter anderem gegen Michael Carruth und Emil Tschuprenski durchgesetzt hatte.
Nach dem Gewinn einer weiteren Bronzemedaille beim Weltcup 1987 in Belgrad, wurde er 1988 mit einem Finalsieg gegen Kostya Tszyu wieder Sowjetischer Meister. Seine Amateurbilanz betrug 165 Kämpfe mit 153 Siegen.

### Profi
Er bestritt sein Profidebüt im Februar 1990 in Japan. Am 30. Oktober 1993 gewann er in Johannesburg mit einem Sieg gegen Dingaan Thobela den WBA-Weltmeistertitel im Leichtgewicht, den er auch im Rückkampf gegen Thobela verteidigen konnte. In folgenden Titelverteidigungen siegte er unter anderem im Dezember 1994 durch KO gegen Joey Gamache und im Mai 1997 durch TKO gegen Leavander Johnson. Am 16. Mai 1998 verlor er den Gürtel in seiner siebenten Titelverteidigung durch eine Punktniederlage an Jean-Baptiste Mendy und beendete im Anschluss seine Karriere.

## Beruf und Politik
Nasarow arbeitete ab 2007 als Honorarprofessor an der Akademie für Körperkultur und Sport Kirgisistans und wurde im selben Jahr Abgeordneter des kirgisischen Parlaments (Dschogorku Kengesch), wo er Vorsitzender des Ausschusses für Körperkultur, Sport, Jugendpolitik und Gleichstellung der Geschlechter wurde. Zudem war er Vizepräsident des Boxverbandes sowie des Berufsboxverbandes von Kirgisistan und eröffnete 2016 ein Fitnessstudio im Zentrum von Bischkek.